# Bằng chứng công việc
Bằng chứng công việc (POW) là một hình thức chứng minh mã hóa trong đó một bên (bên Xác thực) xác minh cho người khác (người được xác minh) rằng một số nhất định các nỗ lực tính toán cụ thể đã được thực hiện. Người xác minh sau đó có thể xác nhận số lượng tính toán này với một số các tính toán tối thiểu. Khái niệm này được Cynthia Dwork và Moni Naor phát biểu lần đầu vào năm 1993 như một cách để ngăn chặn các cuộc tấn công từ chối dịch vụ và các hành vi lạm dụng dịch vụ khác như spam trên mạng bằng cách yêu cầu một số công việc từ người yêu cầu dịch vụ, thông thường có nghĩa là thời gian xử lý của máy tính. Thuật ngữ "bằng chứng công việc" lần đầu tiên được đặt ra và chính thức hóa trong một bài báo năm 1999 bởi Markus Jakobsson và Ari Juels. Bằng chứng công việc sau đó đã trở nên phổ biến thêm bởi Bitcoin, và đã trở thành một nền tảng cho sự đồng thuận trong mạng phi tập trung mà không có hệ thống quyền lực, trong đó các thợ đào cạnh tranh để thêm các khối và đào tiền mới, mỗi thợ mỏ trải qua một xác suất thành công tỷ lệ với nỗ lực tính toán mà họ bỏ ra. PoW và PoS (bằng chứng cổ phần) là hai cơ chế tấn công Sybil được biết đến nhiều nhất. Trong nội dung của tiền mã hóa, chúng là cơ chế phổ biến nhất.

## Một số các cơ chế bằng chứng công việc quan trọng
Đây là các cơ chế bằng chứng công việc được nhiều người biết đến:
- Căn bậc hai một số tự nhiên đồng dư một số nguyên tố lớn[2][Còn mơ hồ  – thảo luận]
- Chữ ký Fiat–Shamir yếu[2]